# ساهاکانوش ماتینیان
ساهاکانوش ساهاکی ماتینیان (ارمنی: Սահականուշ Սահակի Մատինյան؛  زاده ۴ نوامبر ۱۹۲۱ - درگذشته ۲۱ سپتامبر ۱۹۹۳) نقاش اهل ارمنستان بود.

## زندگی‌نامه
وی در ۴ نوامبر ۱۹۲۱ در ایروان به دنیا آمد و از کالج دولتی هنرهای زیبای پانوس ترلمزیان، دانشگاه دولتی علوم پرورشی خاچاطور آبوویان ارمنستان و انستیتو دولتی هنری و نمایشی ایروان فارغ‌التحصیل گشت. وی عضو اتحادیه نقاشان ارمنستان شوروی،  اتحایه نقاشان اتحاد شوروی و اتحادیه هنرمندان اتحاد شوروی وی در فعالیت می‌کرد. وی همچنین برنده جوایزی همچون آموزگار شایسته ارمنستان شوروی (۱۹۶۷) شد. وی در ۲۱ سپتامبر ۱۹۹۳ در سن ۷۱ سالگی درگذشت.

## آثار
وی آثاری در مجموعه نگارخانه ملی ارمنستان دارد.

## نگارخانه

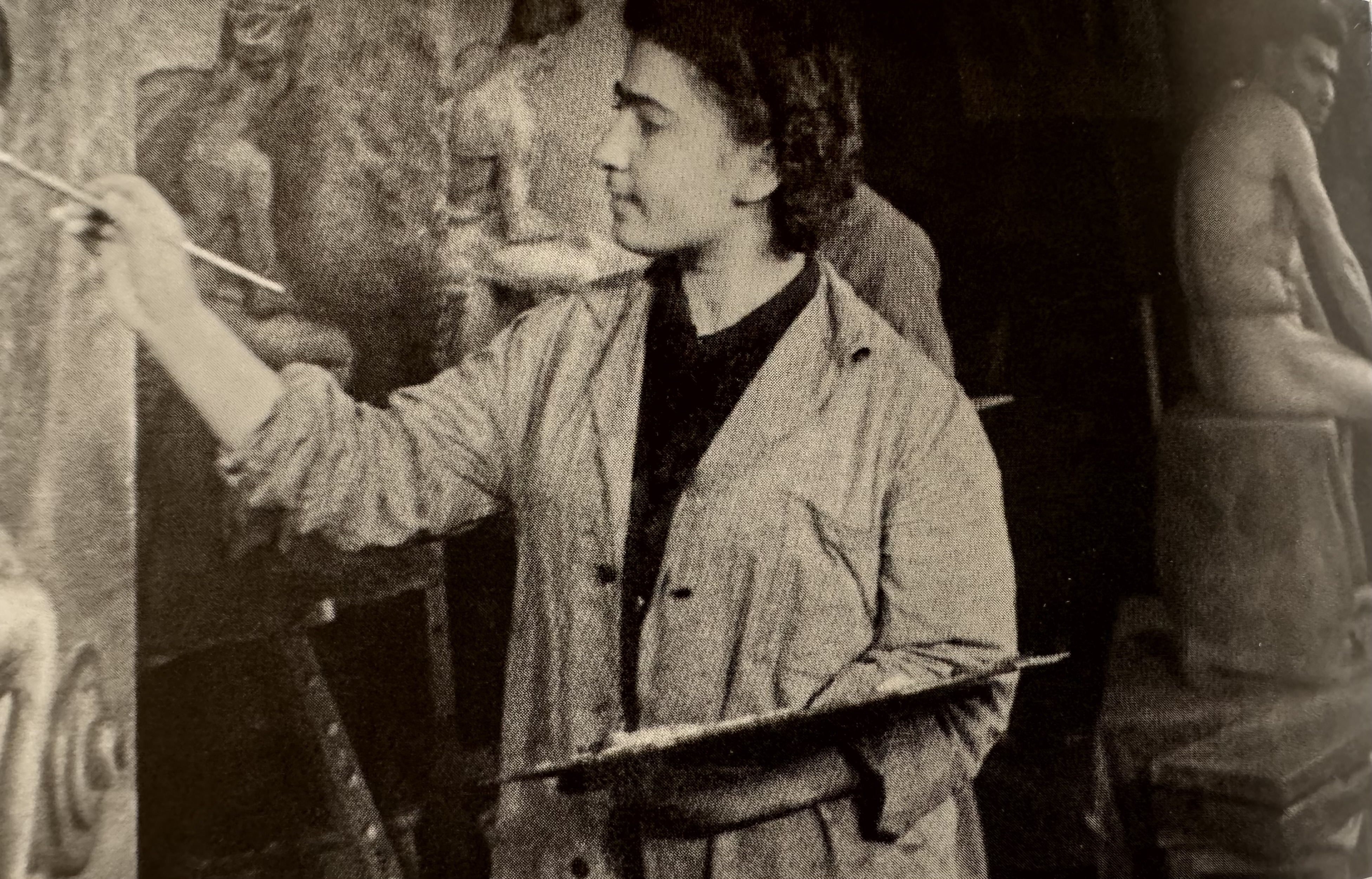
Սահականուշ Մատինյանը ուսանողական տարիներին
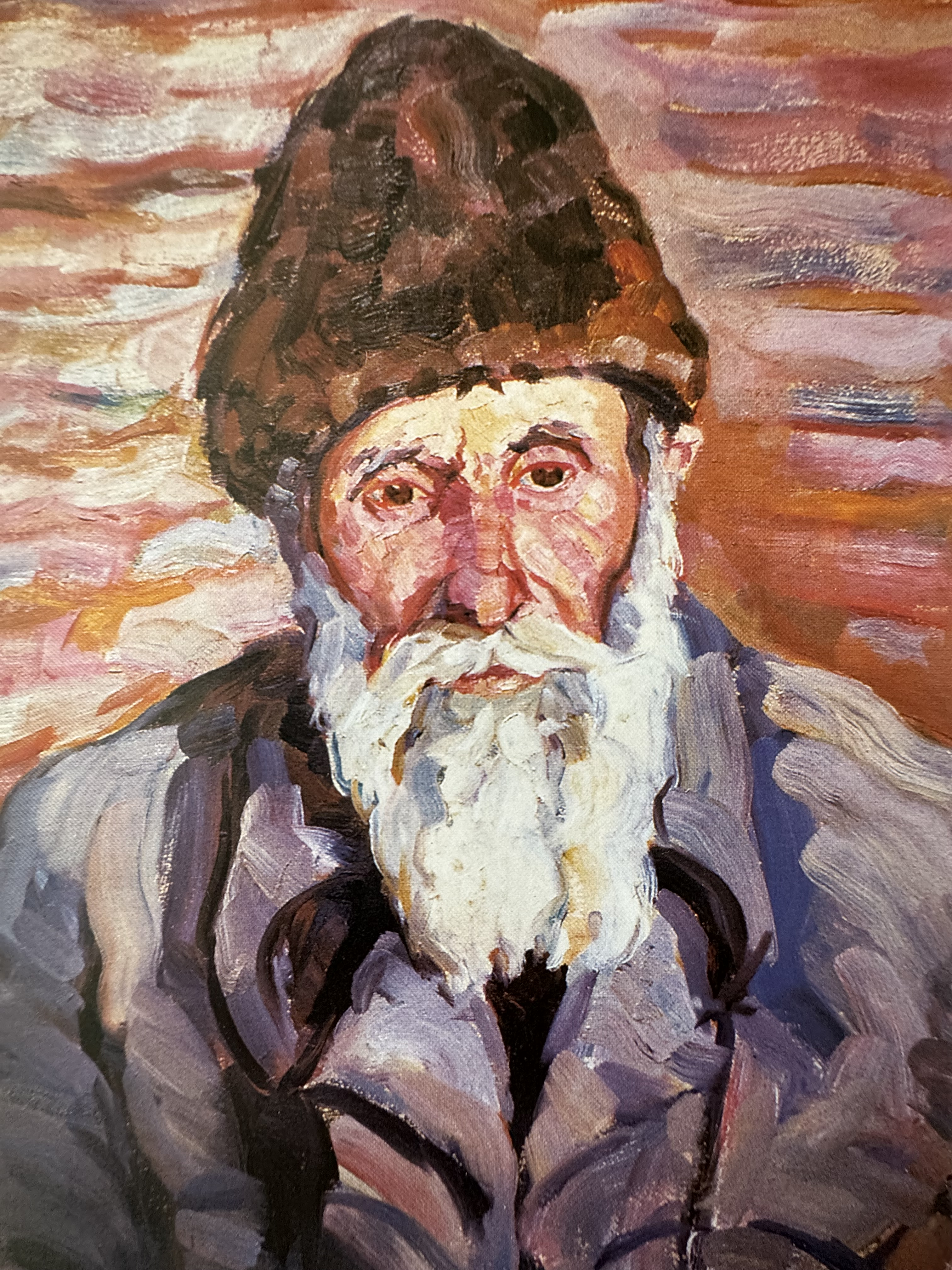
1961
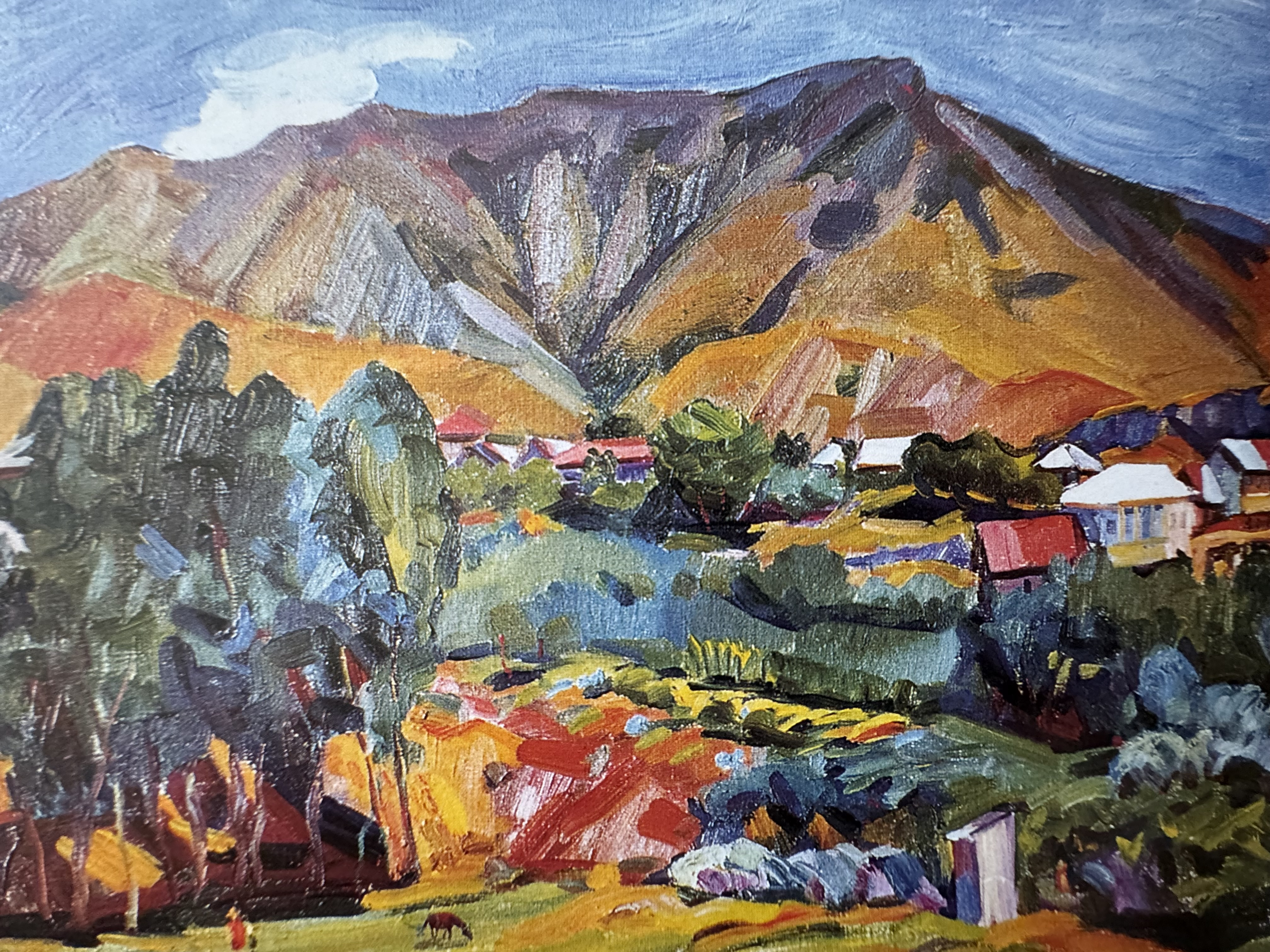
۱۹۷۰
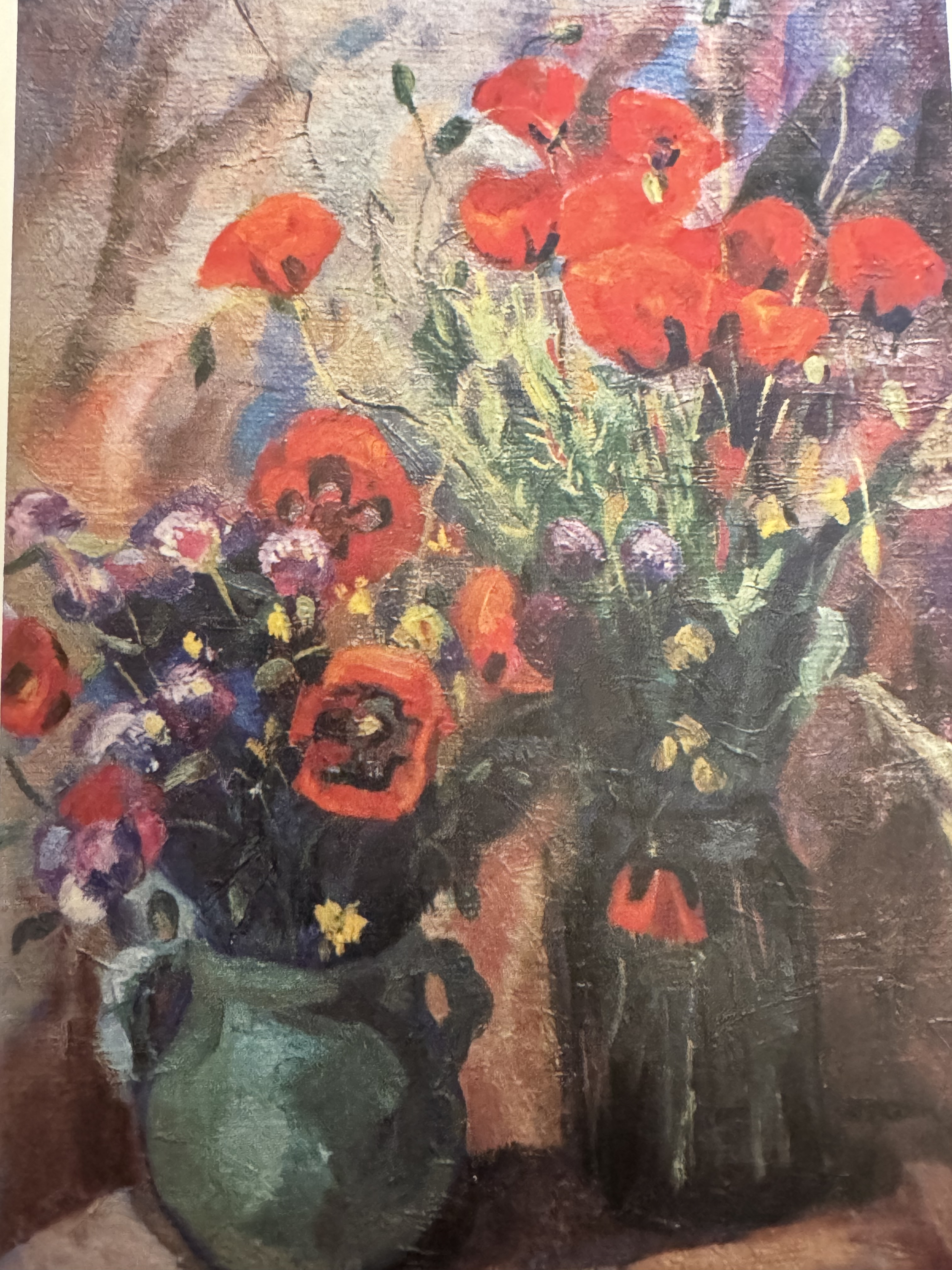
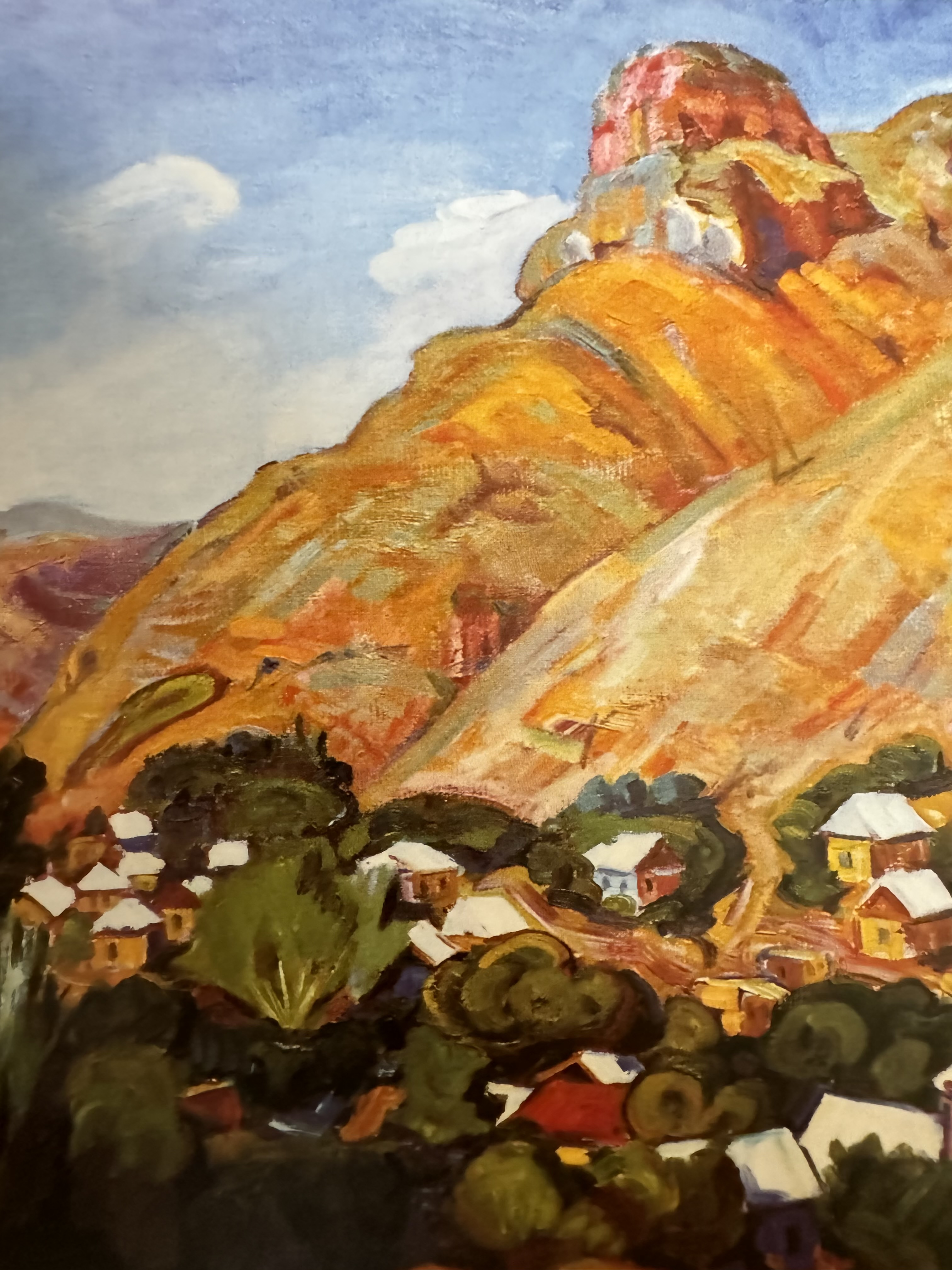
۱۹۷۴
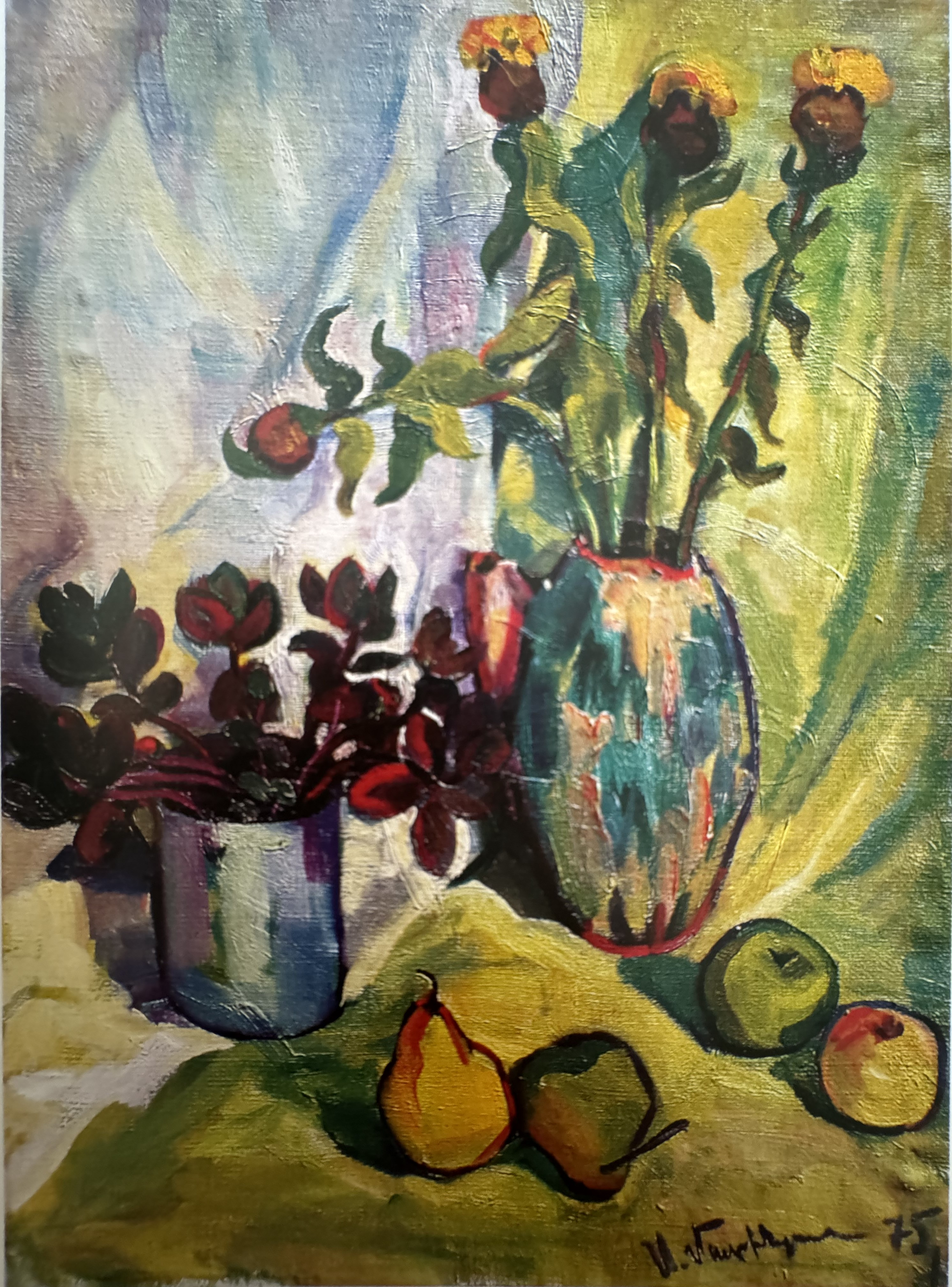
۱۹۷۵